# Ramón de la Cruz

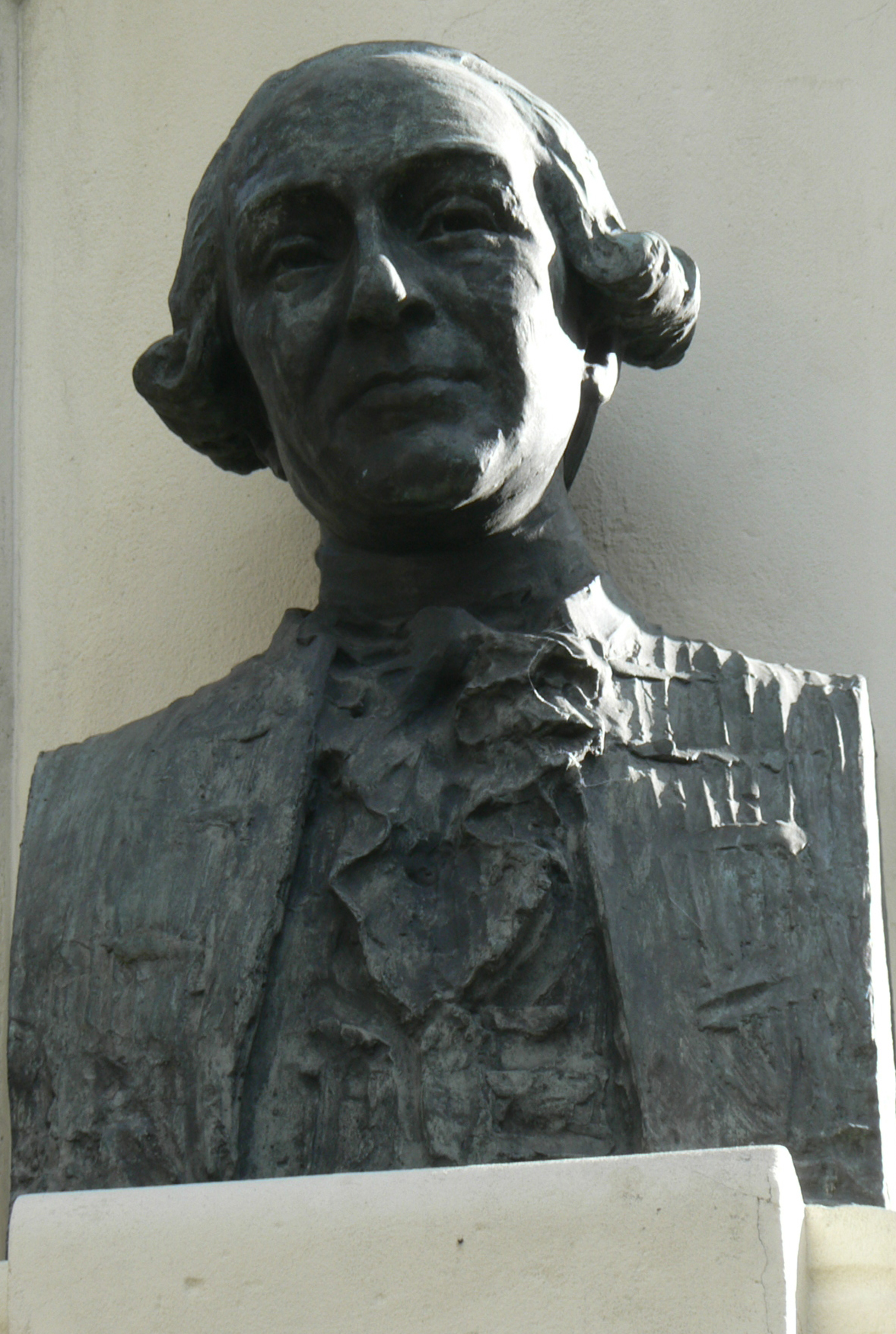
Byst av Ramón de la Cruz i Madrid.

Ramón de la Cruz Cano y Olmedilla, född den 28 mars 1731, död den 5 mars 1794, var en spansk dramatiker.
Cruz framlevde hela sitt liv i Madrid, där han under 30 år innehade en blygsam statstjänst. Han har i en rad lustspel, som under hans levnad drog utsålda hus, skildrat folklivet i Madrid. Bland hans pjäser märks särskilt Las castañeras picadas ("de arga kastanjeförsäljerskorna"), La casa de Tocame Roque, El rastro por la mañama ("Salutorget på morgonen). Utöver sina många lustspel var Cruz även en betydande tragöd. Enligt Emilio Cotarelo y Mori, som tecknade Cruz biografi, har han författat inte mindre än 542 pjäser.